# Hanneke Johanna Maria Meijer
Hanneke Johanna Maria Meijer (* in Beek en Donk (heute zu Laarbeek)) ist eine niederländische Paläontologin.

## Leben
Von 1998 bis 2003 absolvierte Meijer ein Biologie-Studium an der Universität Leiden, das sie mit dem Master-Grad abschloss. 2007 wurde sie  mit der Dissertation Aspecten van epimusculaire myofasciale krachttransmissie; een fysiologische, pathologische en vergelijkend-zoologische benadering an der Vrije Universiteit Amsterdam zum Ph.D. promoviert. Seit Oktober 2006 ist sie wissenschaftliche Mitarbeiterin an der geologischen Abteilung des Naturalis Biodiversity Center. Von 2010 bis 2012 absolvierte sie ein Postdoktoranden-Stipendium an den Abteilungen für Wirbeltier-Zoologie und Anthropologie der Smithsonian Institution. Seit Dezember 2012 ist sie Forschungsmitarbeiterin an der Smithsonian Institution. Von Januar 2013 bis Januar 2015 war sie mit einem Postdoktorandenstipendium am Institut Català de Paleontologia Miquel Crusafont in Barcelona tätig, wo sie die Fauna des Neogens und des Quartärs studierte. Von Januar 2015 bis September 2015 forschte sie am Senckenberg Forschungsinstitut. Seit Oktober 2015 ist sie Gastprofessorin und Kuratorin für Osteologie am Museum der Universität Bergen in Norwegen. Seit Februar 2016 ist sie Autorin beim Blog Lost Worlds Revisited der britischen Tageszeitung The Guardian.
Meijers Forschungsinteresse umfasst die Wirbeltier-Paläontologie mit den Schwerpunkten funktionelle Anatomie, Insel-Evolution, Biogeographie, Paläoökologie und Aussterben von Faunen auf Inseln.
Sie war im Jahr 2004 an einem Forschungsprojekt der Smithsonian Institution in der Liang-Bua-Höhle auf Flores beteiligt, wo ein Jahr zuvor die Hominidenart Homo floresiensis entdeckt wurde. In dieser Höhle bilden Vögel die bisher facettenreichste fossile Faunengruppe. Meijer und der indonesische Paläontologe Rokus Awe Due fanden hier die Überreste der Storchenvogel-Art Leptoptilos robustus, ein Verwandter des Großen Adjutants (Leptoptilos dubius), mit einer geschätzten Größe von 1,80 m und einem geschätzten Gewicht von 16 kg. Auf Grundlage der Rekonstruktion der Paläoumwelt vermuten Meijer und Due, dass Leptoptilos robustus in der Lage war, Jagd auf juvenile Mitglieder von Homo floresiensis zu machen.
Im Jahr 2009 war Meijer neben Julian Pender Hume am Dodo-Forschungsprogramm auf Mauritius beteiligt, bei dem zahlreiche neue Knochen entdeckt wurden. 2015 erstellte sie in Zusammenarbeit mit Hume und Leon P. A. M. Claessens den ersten anatomischen 3D-Atlas eines Dodo-Skeletts, basierend auf Material aus dem Durban Natural Science Museum in Südafrika, das Louis Étienne Thirioux im Jahr 1904 gesammelt hatte.
Im Jahr 2014 beschrieb Meijer die fossile Gänsevogelart Garganornis ballmanni.
Im Jahr 2017 beschrieb sie gemeinsam mit Marco Pavia die fossile Eulenart Bubo ibericus aus Spanien.